# Пинталоха
Пинталоха (устар. Пюнга-Лохо) — река в России, протекает по Надымскому району Ямало-Ненецкого АО. Длина реки составляет 10 км.
Представляет собой протоку. Отделяется от протоки Неросавэй. Устье реки находится в 47 км от устья Надыма по левому берегу у заброшенного селения Ивлеевские Пески. Скорость течения воды в реке — 0,1 м/с.

## Данные водного реестра
По данным государственного водного реестра России относится к Нижнеобскому бассейновому округу, водохозяйственный участок реки — Надым. Речной бассейн реки — Надым.
Код объекта в государственном водном реестре — 15030000112115300051436.